# Yellow Flower
Yellow Flower è il sesto EP del girl group sudcoreano Mamamoo, pubblicato nel 2018.

## Tracce
1. From Winter to Spring (겨울에서 봄으로?) (Intro) – 0:24 (Solar)
2. Star Wind Flower Sun (별 바람 꽃 태양?) – 3:43 (testo: Solar, Moonbyul – musica: Solar)
3. Starry Night (별이 빛나는 밤?) – 3:31 (testo: Kim Do-hoon, Park Woo-sang, Moonbyul – musica: Kim Do-hoon, Park Woo-sang)
4. Hwasa – Be Calm (덤덤해지네?) – 3:28 (testo: Hwasa – musica: Park Woo-sang, Hwasa)
5. Rude Boy – 3:10 (testo: Cosmic Sound, Cosmic Girl, Moonbyul – musica: Cosmic Sound, Cosmic Girl)
6. Spring Fever (봄타?) – 3:48 (testo: Jowul, Moonbyul – musica: Command Freaks, Mayu)
7. Paint Me (칠해줘?) – 3:39 (testo: Jowul – musica: Mich Hansen, Peter Wallevik, Daniel Davidsen, Chelcee Grimes, Kara DioGuardi)